# 烏山空軍基地
烏山空軍基地（オサンくうぐんきち、朝: 오산 공군 기지、英: Osan Air Base）は、大韓民国にある在韓アメリカ空軍の基地。大韓民国の首都ソウル南方にあり、アメリカ第7空軍や韓国空軍の司令部が所在する。

## 概要
ソウルの南方、約40kmのところの平沢市近郊に所在する（烏山市ではない）。基地の設置が決定されたのは朝鮮戦争中の1951年のことである。空軍基地設置以前は、陸軍部隊の基地であったが、1952年には空軍基地としての造成が開始され、その年の内に約2,700mの滑走路が整備された。1952年12月には戦闘爆撃機の配備が開始されている。
1970年代以降は強化掩体壕の設置など、機能強化が図られている。

## 所在部隊

### アメリカ空軍
- 第7空軍(7th AF)
  - 第51戦闘航空団 (51st Fighter Wing)
    - 第51作戦群(51st Operations Group) (Tail Code: OS)
      - 第25戦闘飛行隊(25th Fighter Squadron (25 FS)) (OA-10)
      - 第36戦闘飛行隊(36th Fighter Squadron (36 FS)) (F-16C/D)

    - 第51任務支援群(51st Mission Support Group)
    - 第51整備群(51st Maintenance Group)
    - 第51医療群(51st Medical Group)
- 第731航空機動中隊(731st Mobility Squadron)
- 第33救難飛行隊第1分遣隊 (Detachment 1, 33d Rescue Squadron)
- 第3戦場調整分遣隊 (3d Battlefield Coordination Detachment)
- 第607航空宇宙作戦センター (607th Air and Space Operations Center)
- 第607航空支援作戦群 (607th Air Support Operations Group)
  - 第604航空支援作戦飛行隊 (604th Air Support Operations Squadron)
- 第607気象中隊(607th Weather Squadron)
- 第607航空宇宙通信中隊 (607th Air and Space Communications Squadron)
- 第5偵察飛行隊(5th Reconnaissance Squadron) (U-2S)
- 第694情報監視偵察群 (694th Intelligence, Surveillance, and Reconnaissance Group)

### アメリカ陸軍
- 第52防空砲兵連隊第6大隊のC中隊およびD中隊　(6th Battalion, 52nd Air Defense Artillery (Charlie and Delta Batteries))
- 第35防空砲兵旅団 (35th Air Defense Artillery Brigade))